# Troškūnai (stacja kolejowa)
Troškūnai – stacja kolejowa w Traszkunach, w okręgu uciańskim, na Litwie. Stacja znajduje się na wąskotorowej linii Rubikiai-Anykščiai-Poniewież i jest to ostatni przystanek w rucvhu regularnym na odcinku Onikszty – Traszkuny.

## Historia
Stacja kolejowa została wybudowana w latach 1897–1899 na wąskotorowej (750 mm szerokości) linii kolejowej Panevėžys-Anykščiai-Utena-Švenčionėliai, na północny wschód od miejscowości, na terenie Žiedoniai. Od 22 marca 1996 budynek dworca znajduje się w Rejestrze dóbr kultury. 

## Linie kolejowe
- Rubikiai – Poniewież